# Marcel-Gaillard
Ne doit pas être confondu avec Marcel Gaillard.
Marcel Jules Charles Gaillard, né le 17 juin 1886 à Abbeville, mort le 8 juillet 1947 à Liesville-sur-Douve, est un peintre, graveur et illustrateur français.

## Biographie
Marcel Gaillard voit le jour à Abbeville le 17 juin 1886,. Après des études aux beaux arts de Rouen où il devient ami avec Georges Chauvel, il arrive à Paris en 1906.

### La Bohème
Au Quartier latin, il intègre rapidement une bande de rapins et d'étudiants qui fréquentent le Jardin du Luxembourg et par mauvais temps la brasserie La Lorraine.
En 1906 éclate l'affaire des « Faux-monnayeurs du Luxembourg », du fait de sa présence fréquente sur les lieux la police le recherche et l'arrête à Dieppe. Son absence de Paris passe pour une fuite et lui vaut sept mois d'incarcération avant un non-lieu. Il vit alors en peignant des cartes postales et des gouaches qu'il vend aux terrasses de café. Un moment, il chante dans les rues avec un camarade d'infortune.
Deux ans plus tard, le notaire lui apprend le décès de son grand-père et lui fait part d'un petit héritage. Il déménage alors pour vivre à l'hôtel à Sèvres avec sa compagne du moment Germaine dite « Stella » et un ami peintre.
C'est alors qu'éclate l'affaire Steinheil, la police se souvenant de son dossier le recherche une nouvelle fois mais il est alors en Belgique. Il est suspecté d'avoir écrit une lettre anonyme et l'on veut comparer son écriture. De nouveau innocenté, il est cependant arrêté pour insoumission n'ayant pas effectué ses obligations militaires.

### Activités artistiques

#### Peinture
Libéré du service national, en 1912, il devient membre des indépendants et expose en 1913 au Salon d'automne.
Malheureusement, l'année suivante, la Première Guerre mondiale interrompt pour la durée des combats les expositions. Cependant en 1918, il fonde avec Lhote, Dufy, Corneau, Waroquier le groupe de la « Jeune Peinture française » et organise une première exposition à la galerie Manzi.
Auguste Renoir étant élu président d'honneur accepte mais, décédant peu après, sera remplacé quatre ans plus tard par Pierre Bonnard.
En 1920, au salon d'automne, Marcel Gaillard obtient le prix de l'Afrique-Équatoriale française consistant en une bourse de voyage.
En 1921, il voyage au Congo et au Soudan et à son retour en 1922 expose à la galerie Weill, puis à l'exposition coloniale de Marseille.
Il fait ensuite un séjour en Algérie en 1928 et en 1929 expose à la galerie La Palette française.
L'année 1931 est celle de l'exposition coloniale de Paris et pour l'occasion les Grands Magasins du Louvre crée au sous-sol du magasin un salon de thé dont il assure la décoration avec un immense diorama.
Quelques années après, en 1943, Marcel Gaillard réside à Liesville-sur-Douve hébergé par le curé pour lequel il entreprend les fresques de l'église Saint-Martin. Une légende urbaine locale prétend qu'à cette époque il espionne pour l'Angleterre et que ses toiles servent de support d'informations pour passer à la résistance des détails sur les défenses allemandes.
Il meurt dans ce dernier lieu de résidence et est enterré près de l'église dont le décor est inachevé.

## Expositions
- 1913 : Salon d'automne
- 1918 : Galerie Manzi
- 1920 : Salon d'automne
- 1920 : Galerie Bernheim
- 1922 : Galerie Weill
- 1922 : Exposition coloniale de Marseille
- 1923 : Galerie Barbazanges
- 1925 : Galerie G.L.Manuel frères
- 1927 : Salon d'automne
- 1927 : Salon de la Nationale
- 1929 : Galerie La palette française
- 1929 : Salon de la société coloniale des artistes français
- 1930 : Salon d'automne

## Musées
- Musée du Luxembourg : Portrait de Mme Péguy[7]
- Musée du quai Branly : Alger Fort-de-l'Eau[8]; Mauresque à la promenade
- Musée de Grenoble
- Museum-aquarium de Nancy : L'arbre généalogique de Cuenot

### Illustrations
Dès 1919 et la parution de ses premiers bois gravés, il devient l'illustrateur de nombreux ouvrages
- 1919 : Premiers essais xylographiques, présentés par Lucien Descaves chez François Bernouard
- L'Agonie de l'amour, Le Démon de la vie d'Edmond Jaloux au livre moderne illustré
- L'An Mil d'Edmond Barthélémy
- Les Faneurs de la forteresse de Paul Vimereu
- Darnley, ou le roi fantome de André Romane et Georges Verdal
- Histoire d'un sous-maitre d'Erckmann-Chatrian
- Les hauts de Riezes , suivi de Coline de Jean Rogissart
- Le maitre d'Aubrelon d'Emile Pouvillon
- Roc-la-Tour de Jean Rogissart et Charles Adnet
- Les Dormeurs de Walt Whitman

## Signatures
Il expose d'abord sous son nom de Marcel Gaillard, mais ensuite apparait sous le nom de Marcel-Gaillard.